# Rosa Gala
Rosa Maria Luísa Gala (Lubango, 17 aprile 1995) è una cestista angolana.

## Carriera
Con l'Angola ha disputato i Campionati mondiali del 2014 e due edizioni dei Campionati africani (2017, 2021).